# Nikołaj Wawiłow

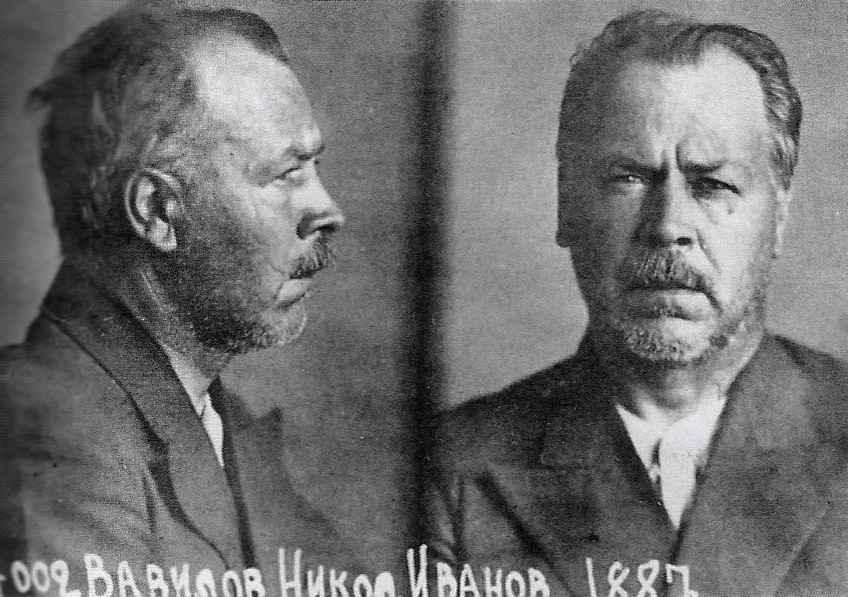
Nikołaj Wawiłow po aresztowaniu przez NKWD 1940

Nikołaj Wawiłow ros. Николай Иванович Вавилов (ur. 13 listopada?/25 listopada 1887 w Moskwie, zm. 26 stycznia 1943 w Saratowie) – rosyjski biolog, genetyk, który wsławił się swoimi badaniami na temat pochodzenia roślin uprawnych oraz hodowli ulepszonych odmian pszenicy, kukurydzy i innych roślin zbożowych. Odkrył m.in. zjawisko upodabniania się chwastów do roślin, wśród których rosną (tzw. mimikra Wawiłowa). Brat fizyka Siergieja Wawiłowa.
W 1923 wybrany na członka Akademii Nauk ZSRR, od 1928 akademik tejże. W latach 1933–1940 kierował Instytutem Genetyki ZSRR, który później został nazwany jego imieniem (Instytut Wawiłowa). Jego sprzeciw przeciwko teoriom antydarwinowskim i antygenetycznym Łysenki i przeciwko łysenkizmowi doprowadził do tego, że 6 sierpnia 1940 został aresztowany, a 6 lipca 1941 skazany na śmierć pod zarzutem udziału w szpiegowskiej organizacji i zwalczania łysenkizmu. Następnie wyrok zamieniono na 20 lat łagru, z tym że skierowano go nie do obozu, ale do więzienia w Saratowie. W wyniku wyczerpania warunkami śledztwa i uwięzienia, a zwłaszcza kilkudniowym trzymaniem na dworze późną jesienią w więzieniu w Saratowie oraz późniejszym umieszczeniem w celi, gdzie wszyscy więźniowie musieli stać z powodu braku miejsca, zmarł wkrótce z wyniszczenia organizmu.
Laureat Nagrody Leninowskiej z 1926.